# Theotima lawrencei
Theotima lawrencei là một loài nhện trong họ Ochyroceratidae. Loài này phân bố ở Congo.